# Hervormde kerk (Buurmalsen)
De Hervormde Kerk is een kerkgebouw in het Nederlandse dorp Buurmalsen, provincie Gelderland. De kerk wordt gebruikt door de Hervormde gemeente van Buurmalsen.

## Geschiedenis
Volgens de overlevering zou de kerk op 24 september 696 zijn gesticht door Suïtbertus. De oudste delen van de kerk dateren overigens uit de 12e eeuw en zijn onderdeel van het oorspronkelijke tufstenen zaalkerkje. De kerk zou in 1216 reeds in eigendom zijn geweest van het kapittel van de Utrechtse Pieterskerk.
De kerk telde drie vicarieën: het vicarie van Onze Lieve Vrouwe, het Sint Catharinavicarie van het Huis Reygersfoort, en het Sint Nicolaasvicarie van de familie Ewijck. De eerste twee zijn waarschijnlijk vóór 1315 gesticht.
In de 14e eeuw werd het kerkje vergroot met twee zijbeuken. De met tufsteen beklede toren is in de 15e eeuw tegen het kerkgebouw geplaatst. Het huidige koor dateert uit de laat 15e – vroeg 16e eeuw.
De kerkklok is in 1523 gegoten door Henricus de Borch.
Van 1824 tot 1826 is de kerk grondig verbouwd, waarbij de noord- en zuidmuur van het schip deels werden afgebroken en herbouwd. Het koor werd omgebouwd tot consistorie. Er kwam een nieuw kap en alle ramen werden in gotiserende stijl vernieuwd.
In 1910 kreeg de toren de huidige achtkantige, hoge spits.
In 1931 is begonnen met het verwijderen van de pleisterlaag op de buitenmuren van de kerk.
In de jaren 1986 tot 1988 werd de kerk gerestaureerd.

## Muurschilderingen
In 1980 is een deel van de middeleeuwse muurschilderingen in de kerk en de toren weer zichtbaar gemaakt en hersteld. De schilderingen zijn rond 1500 gemaakt, maar werden tijdens de reformatie overgekalkt. In 2021 volgde een tweede restauratie van de schilderingen.
Op een van de schilderingen is de heilige Jakobus te zien, hetgeen er op zou wijzen dat de kerk op de route naar Santiago de Compostella lag en door pelgrims werd aangedaan. Sinds 2008 kunnen de bedevaartgangers weer een stempel krijgen bij de kerk.

## Orgel
Het orgel is gebouwd door Nicolaas Antonie Naber en Karel Marinus van Puffelen en werd op 22 augustus 1858 in gebruik genomen. In 1936 werden er diverse wijzigingen aangebracht. Restauraties volgden in 1977 en 1989.